# Permis de conducere

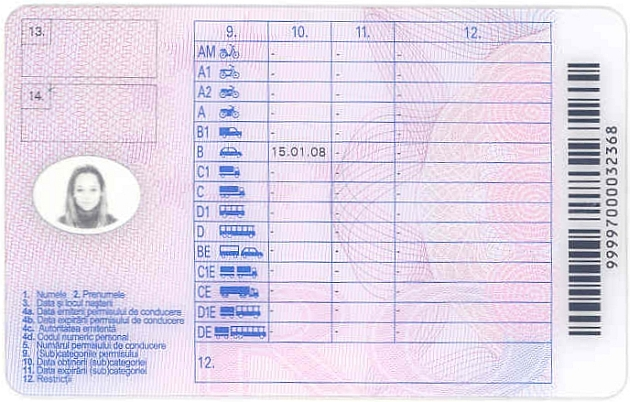
Permis de conducere român - verso

Permisul de conducere este o autorizație administrativă necesară pentru a conduce pe drumurile publice vehicule motorizate. 
Conducătorii de autovehicule au dreptul de a conduce un autovehicul sau tramvai pe drumurile publice în condițiile în care posedă permis de conducere corespunzător categoriei și au vârsta minimă de 18 ani împliniți, cu excepția celor care conduc un ciclomotor, care trebuie să aibă vârsta minimă de 16 ani împliniți.
Conducătorii de autovehicule sau tramvaie trebuie să aibă cunostințele și îndemânarea necesare conducerii și să fie apți din punct de vedere medical și psihologic.
Persoanele care doresc să obțină permisul de conducere trebuie să facă dovada urmării unui curs de pregătire teoretică prin cursuri organizate de unități autorizate și a unui curs de pregătire practică numai în prezența și sub supravegherea directă a unui instructor autorizat în acest sens.